# Cornești, Cluj
Cornești, mai demult Chendu, (în maghiară Magyarszarvaskend) este satul de reședință al comunei cu același nume din județul Cluj, Transilvania, România.

## Date geografice
Localitatea este situată la poalele sudice ale Dealului Bobâlna de 693 m altitudine, pe râul Lujerdiu, la vest de orașul Gherla.

## Istoric
Prima menționare documentară a satului Cornești este din 1306, sub numele de Kend . În Evul Mediu una din cele mai importante latifundii ale familiei nobiliare maghiare Kendi.

## Demografie
La recensământul din anul 2002 localitatea avea 287 de locuitori. 

## Lăcașuri de cult
- Biserica romano-catolică, o construcție gotică, cu un altar și cu decorațiuni interioare barocizate.
- Biserica ortodoxă

## Obiective turistice
- Biserica romano-catolică „Sf. Maria Mare” din Cornești

## Galerie de imagini

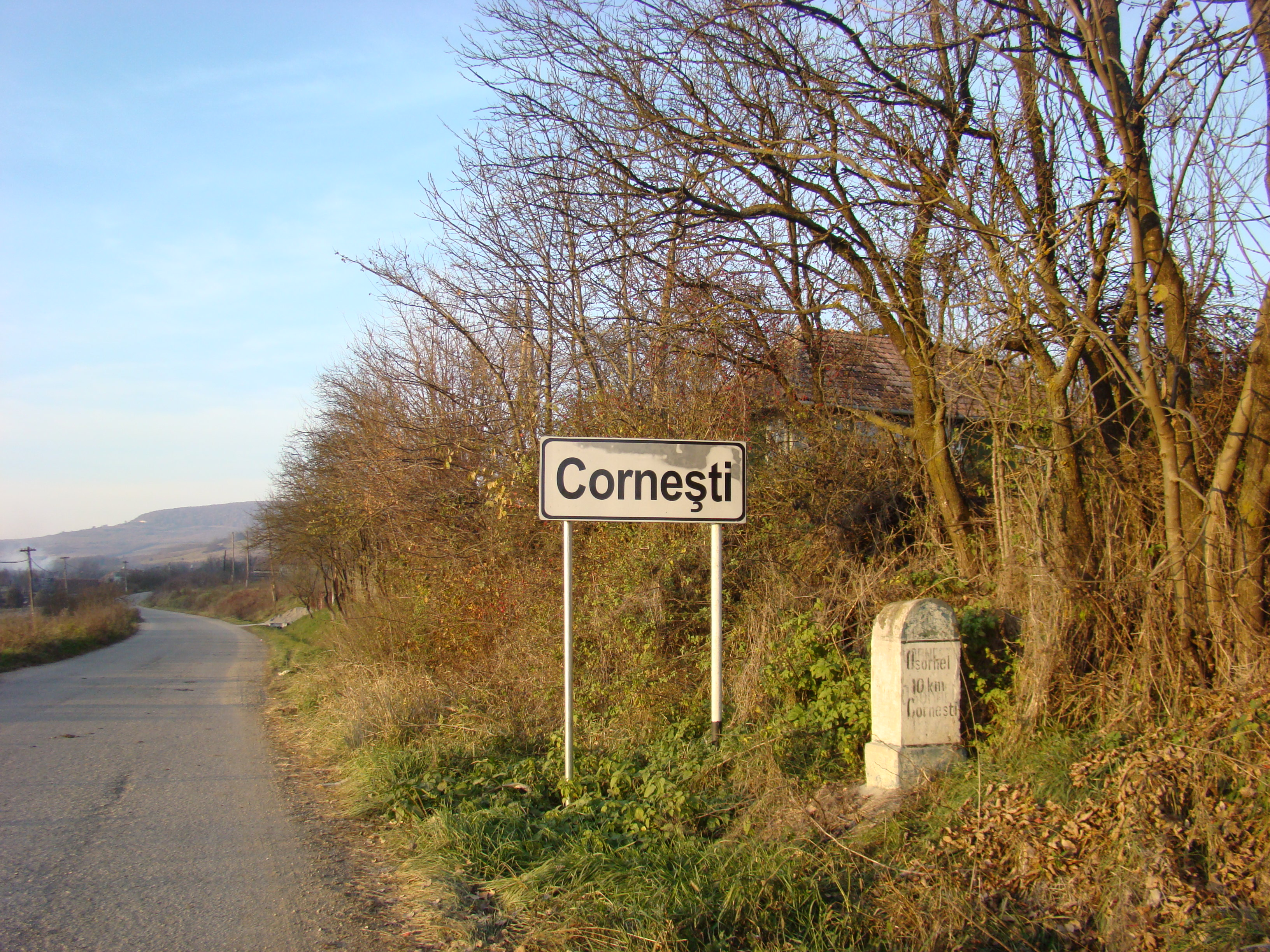
Școala
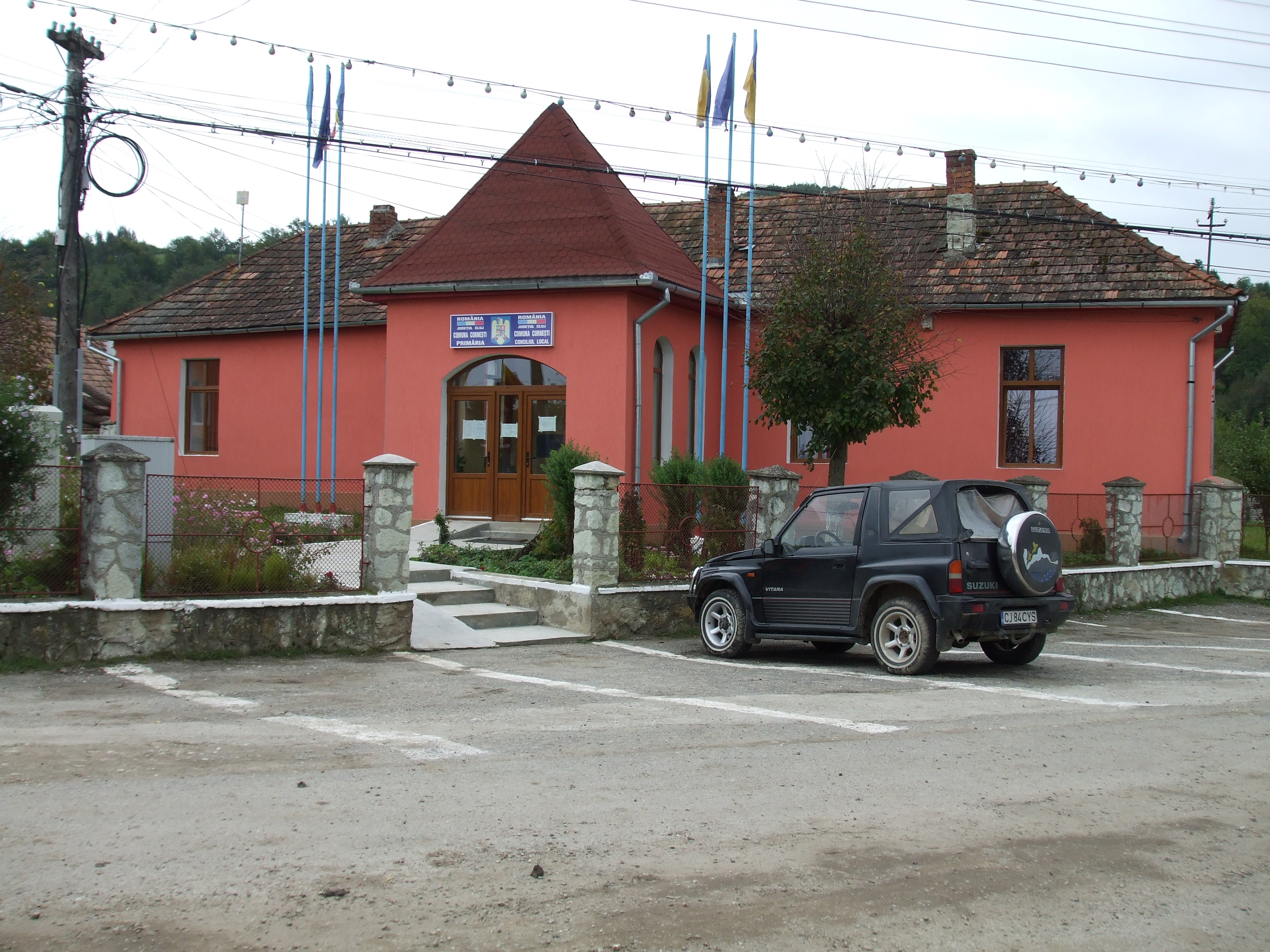
Primăria comunei Cornești
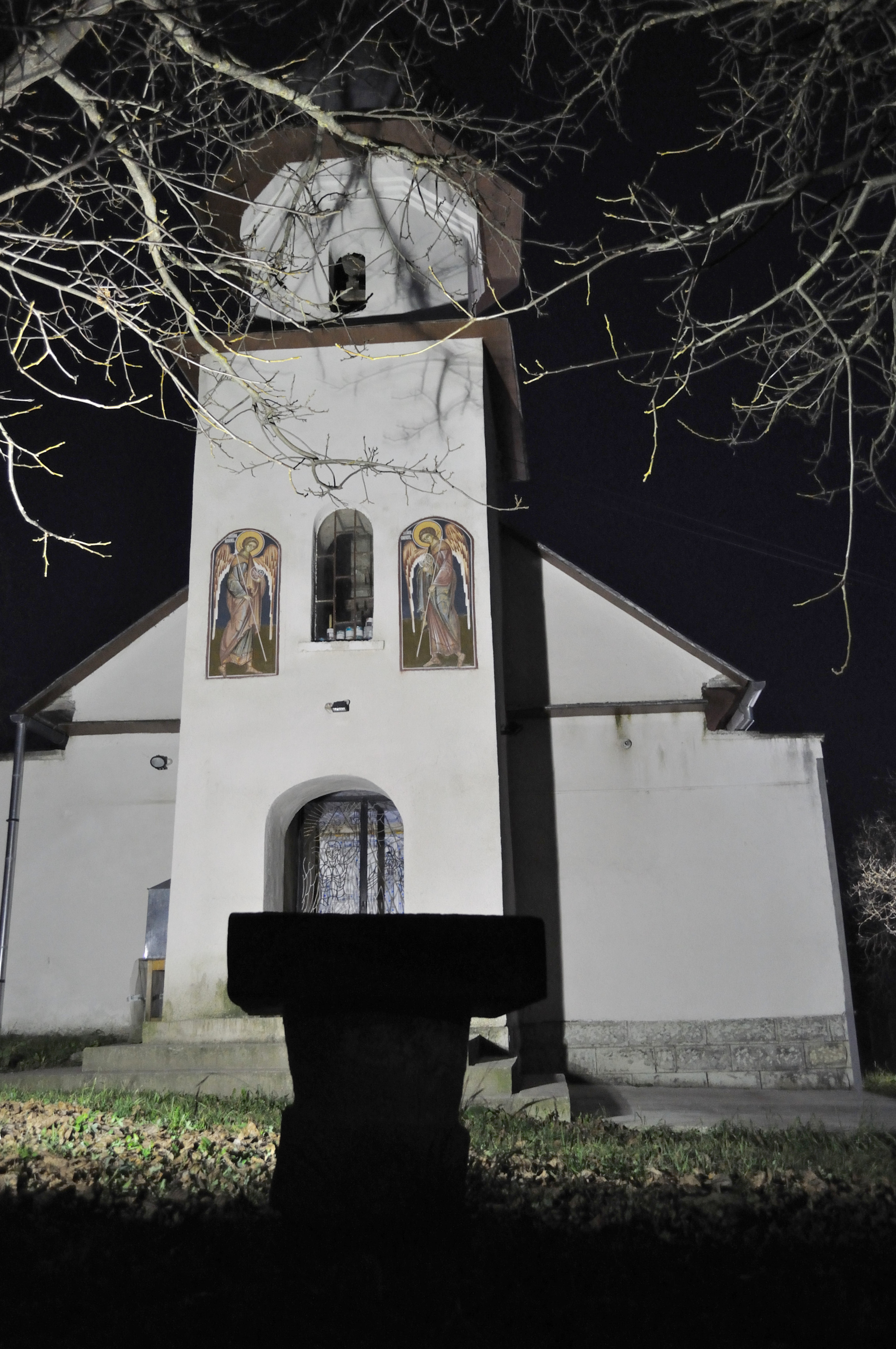
Biserica ortodoxă (1961)
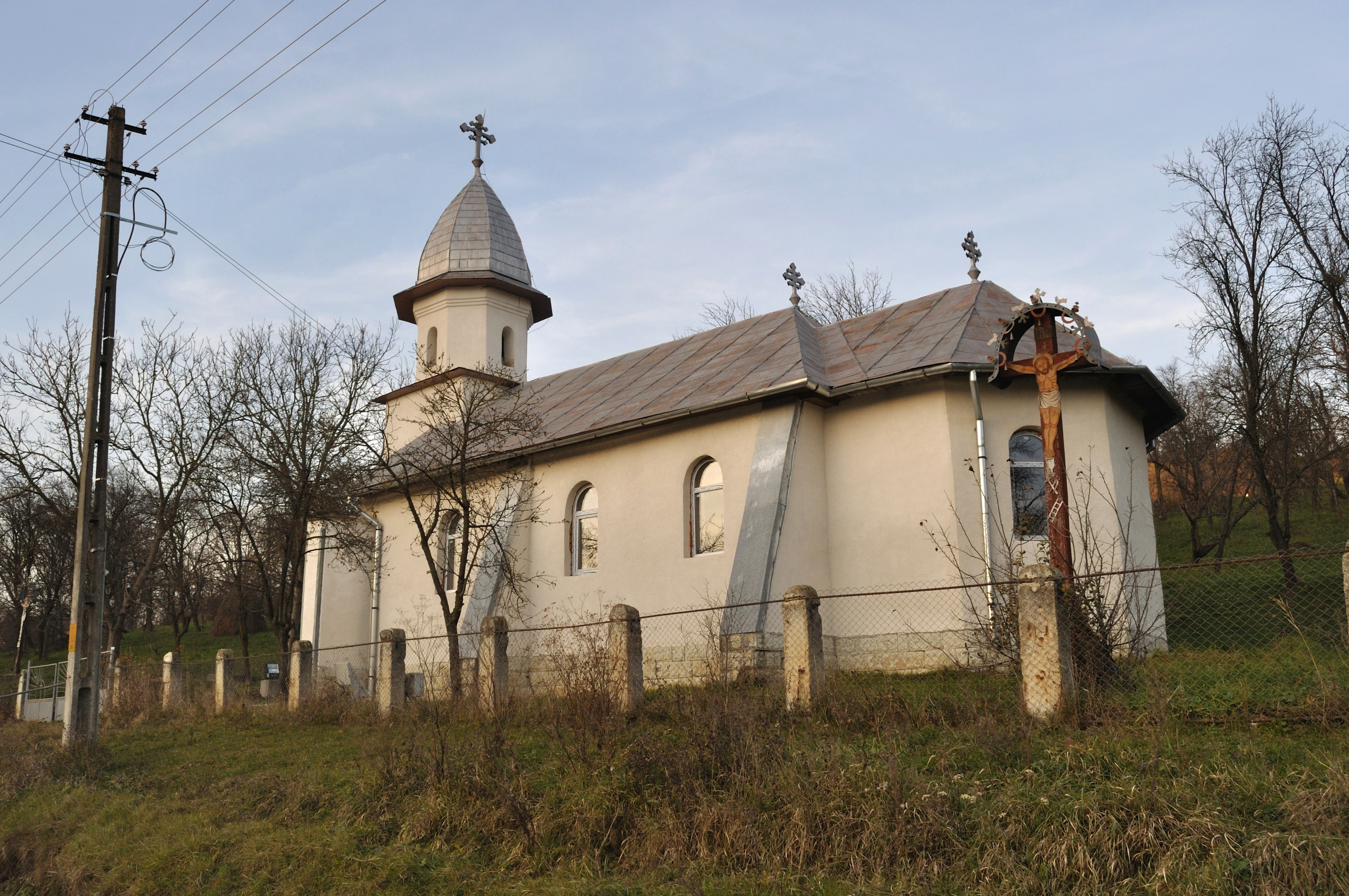
Biserica ortodoxă (1961)
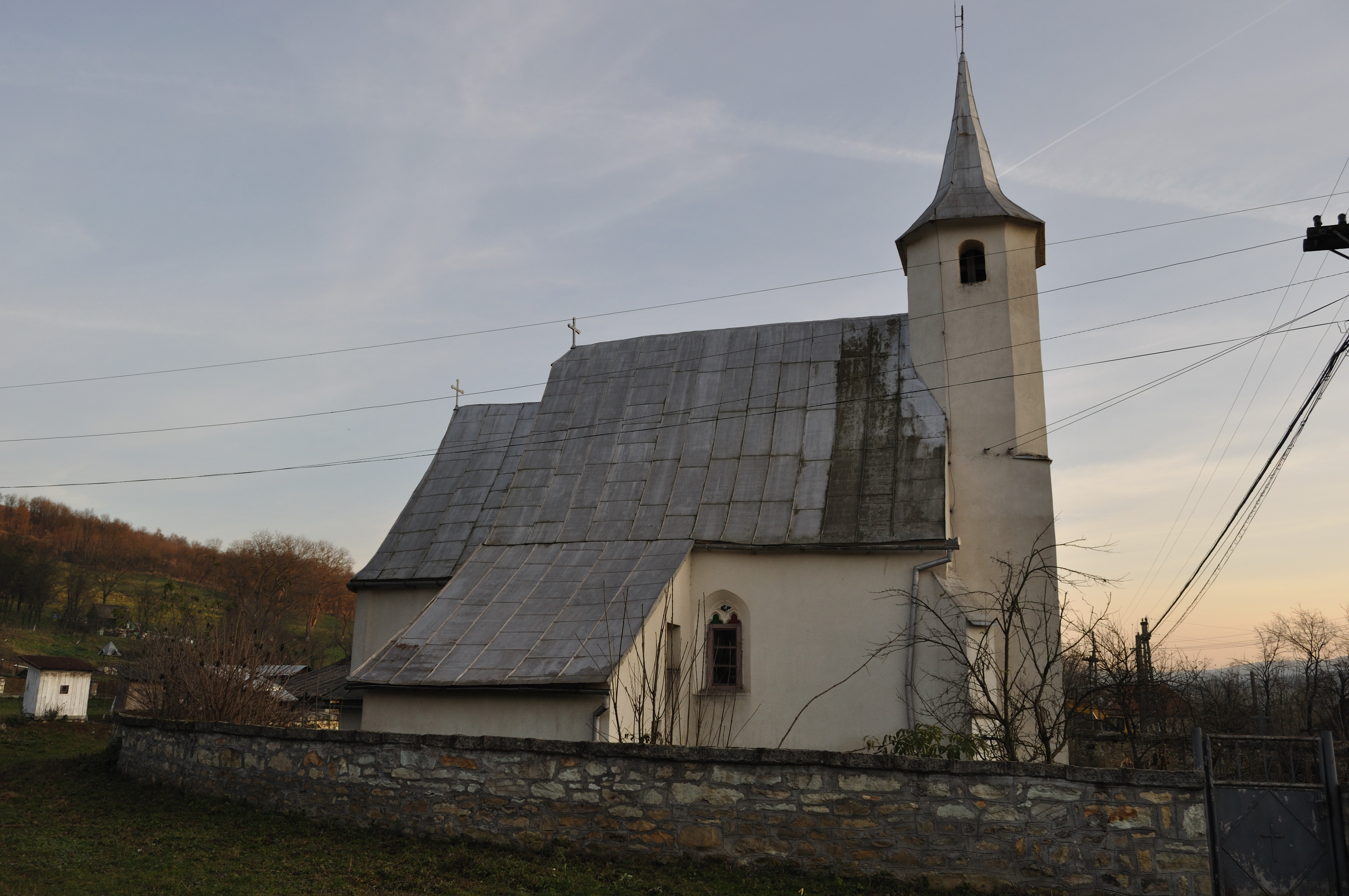
Biserica romano-catolică (1725)
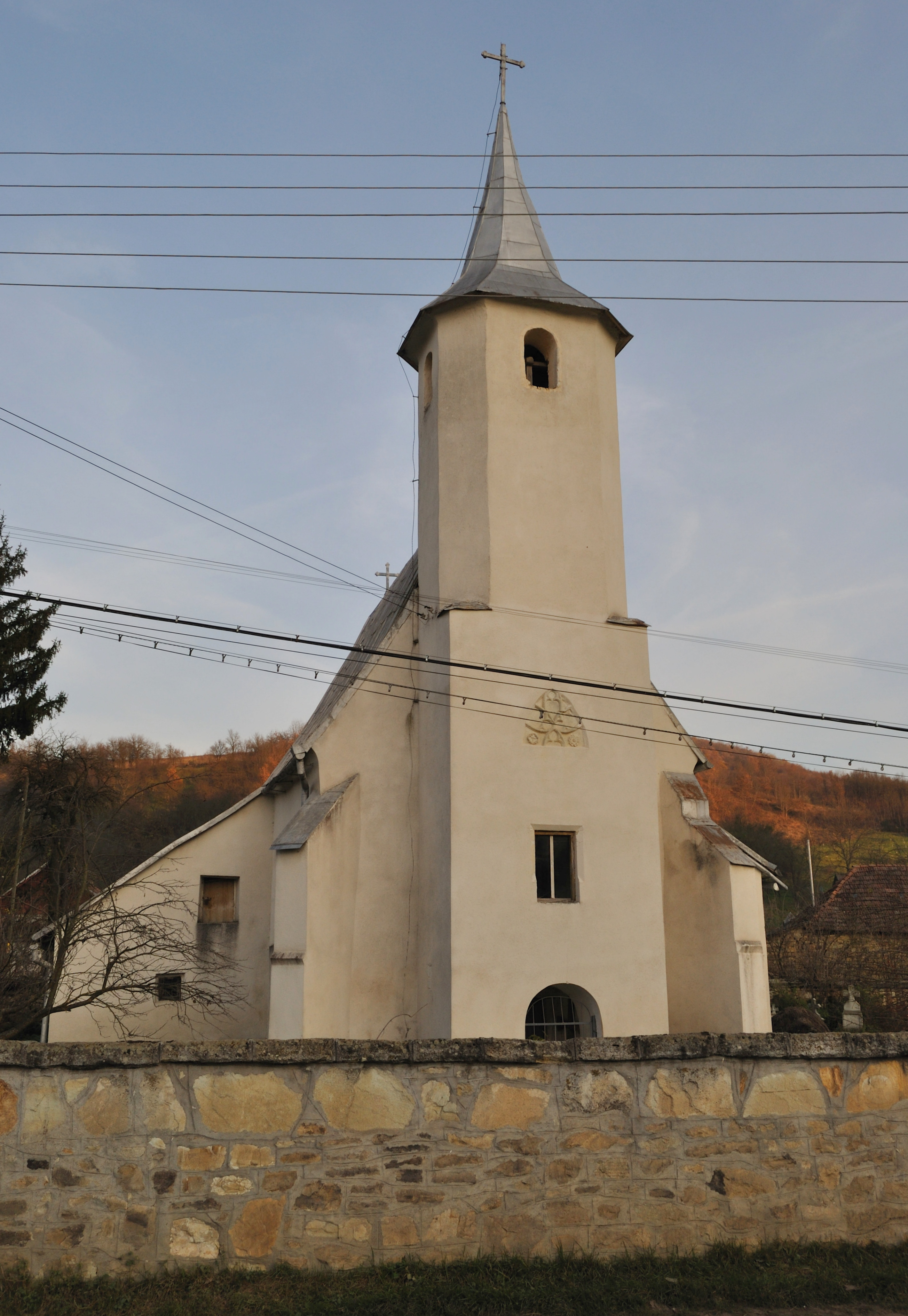
Biserica romano-catolică (1725)
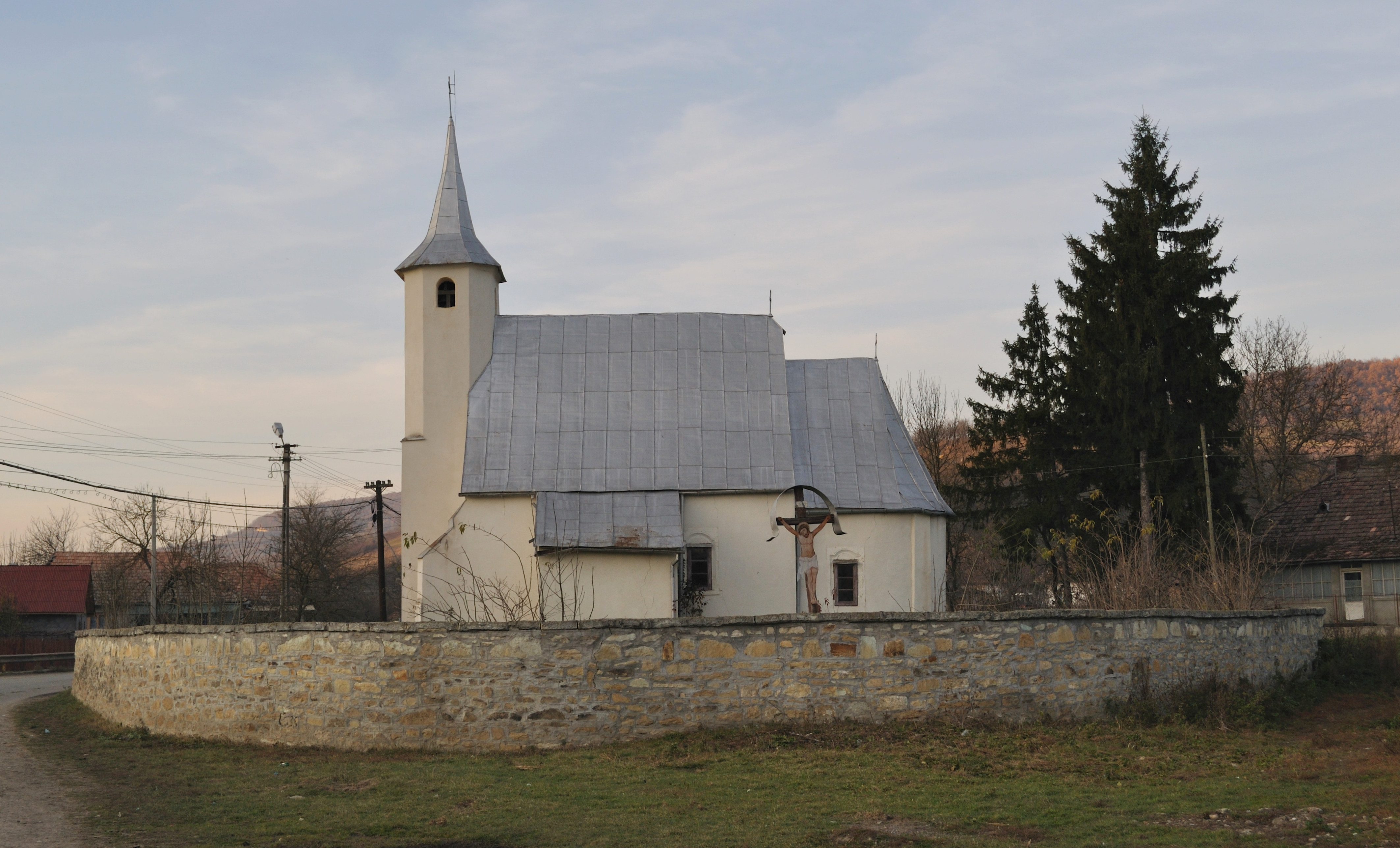
Biserica romano-catolică (1725)